# Rhabdoviridae
Os membros da família Rhabdoviridae (do grego rhábdos, "bastão") são vírus que possuem a forma característica de bastão, ou "bala de revólver", medindo 70 × 180 nm. Essa é uma família grande, a qual apresenta um grande espectro de hospedeiros: vertebrados (incluindo peixes), invertebrados (a maioria insetos), amebas, plantas e fungos. Os vírus dessa família possuem um genoma de RNA-linear, não-segmentado, de polaridade negativa e envolvido por uma complexa ribonucleoproteína. Os rabdovírus do gênero Lyssavirus são responsáveis por causar a doença infecciosa chamada raiva, que ocorre tanto em seres humanos como em animais domésticos.